# شيروان شاهلو
شيروان‌ شاهلو هي قرية في مقاطعة ملكان، إيران. عدد سكان هذه القرية هو 137 في سنة 2006.